# 罗沛霖
罗沛霖（1913年12月30日—2011年4月17日），曾用名罗容思、罗雨，天津人，中国电子学与信息学家，中国科学院院士、中国工程院院士，第三、四届全国人民代表大会代表，第五、六、七届政协全国委员会委员，原第四机械工业部科学技术司副司长、电子工业部科学技术委员会副主任。

## 生平
1913年生于天津。1935年毕业于國立交通大学。1939年，罗沛霖来到重庆，历任重庆上川实业公司、新机电公司、中国兴业公司、重庆国民政府资源委员会中央无线电厂重庆分厂工程师、设计课课长等职。1940年，罗沛霖提出加入中國共產黨，但董必武决定在党外做统一战线工作。在中共中央南方局徐冰的秘密领导下，和孙友余、周建南等创建了中国青年科学技术人员协进会。随后在原青科协的基础上成立中国建社。
1947年中，党组织决定罗沛霖赴国外留学。罗沛霖向美国加州理工学院提出了入学申请。根据他的科研业绩反映出来的学识素养，加州理工学院建议他直攻博士。1948年9月，罗沛霖赴美攻读博士研究生，并担任研究助理。他仅用了23个月便完成了加州理工学院的电工、物理和数学专业，并当选为美国Sigma Xi荣誉会会员。1950年6月，朝战爆发，提前进行了答辨，并婉谢了导师的挽留，1952年获特荣誉级哲学博士学位。于9月回国。1958年，超远程雷达的研制工作开始，他任领导小组负责技术与协调的副组长，提出了一系列提高雷达检测能力及二十五米天线反射体结构、“门波积累”的思想并用于试验雷达中，使中国成为继美国之后成功地观测到了月球回波的国家，并于70年代建成并服役于中国的卫星监测网。
1964年，应古巴政府的要求，中国政府派遣罗沛霖等考察古巴电子和自动化行业，以协助古巴制定发展电子工业规划。以罗沛霖为主提出了符合实际的方案，向周恩来总理及四机部领导汇报，获得首肯。文化大革命中，罗沛霖受到隔离审查，蒙受了不白之冤。1969年7月，被下放到河南叶县干校劳动。
1972年，罗沛霖重返第四机械工业部，继续任科技局副局长、信息产业部高级工程师。1973-1975年期间，他组织和指导了中国最早的通用计算机100系列和200系列计算机的研制工作，在推广计算机的应用和培养软件人员方面起了开拓性的作用。这些计算机在我国的导弹试验和卫星发射中起了核心作用。1974年主持中国第一台半导体化电视机的联合研制工作。1980年当选为中国科学院学部委员，任技术科学部常务委员，计算机学科组组长，电子学科组副组长。1992年，罗沛霖与张光斗、王大珩等6名院士创议并起草了《关于早日建立中国工程与技术科学院的建议》。1994年5月中国工程院正式成立，罗沛霖当选为第一批院士，并被选为主席团成员。

## 家庭
父罗朝汉，曾创办天津电报学校， 任北京电话总局局长。妻子杨敏如，古典文学教授。妻兄杨宪益，妻妹杨苡，均为翻译家。